# Bontoc (Mountain Province)
Bontoc is een gemeente in de Filipijnse provincie Mountain Province op het eiland Luzon. Bij de laatste census in 2007 had de gemeente bijna 25 duizend inwoners.

## Geografie

### Bestuurlijke indeling
Bontoc is onderverdeeld in de volgende 16 barangays:
| - Alab Proper - Alab Oriente - Balili - Bayyo - Bontoc Il - Caneo - Dalican - Gonogon | - Guinaang - Mainit - Maligcong - Samoki - Talubin - Tocucan - Poblacion - Calutit |

## Demografie
Bontoc had bij de census van 2007 een inwoneraantal van 24.798 mensen. Dit zijn 2.490 mensen (11,2%) meer dan bij de vorige census van 2000. De gemiddelde jaarlijkse groei komt daarmee uit op 1,47%, hetgeen lager is dan het landelijk jaarlijks gemiddelde over deze periode (2,04%). Vergeleken met de census van 1995 is het aantal mensen met 3.606 (17,0%) toegenomen.

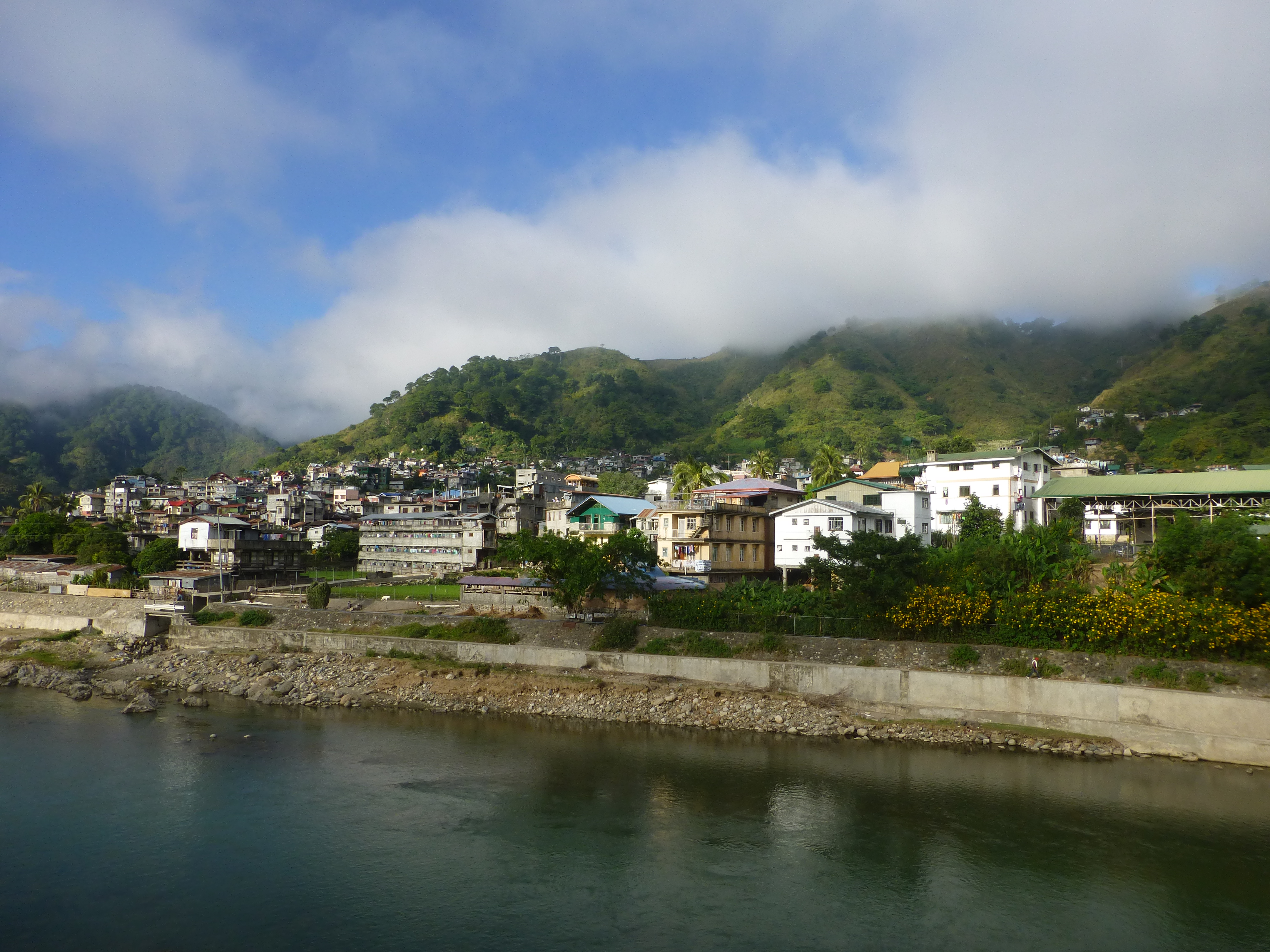
Bontoc

De bevolkingsdichtheid van Bontoc was ten tijde van de laatste census, met 24.798 inwoners op 396 km², 62,6 mensen per km².

## Geboren in Bontoc
- Lamberto Avellana (12 februari 1915), film- en toneelregisseur en nationaal kunstenaar (overleden 1991).